# Одриосола, Альваро
Альваро Одриосола Арсальюс (исп. Álvaro Odriozola Arzallus, испанское произношение: [ˈalβaɾo oðɾjoˈθola]; род. 14 декабря 1995, Сан-Себастьян, Страна Басков) — испанский футболист, правый защитник клуба «Реал Сосьедад». Участник чемпионата мира 2018 года в составе сборной Испании.

## Клубная карьера

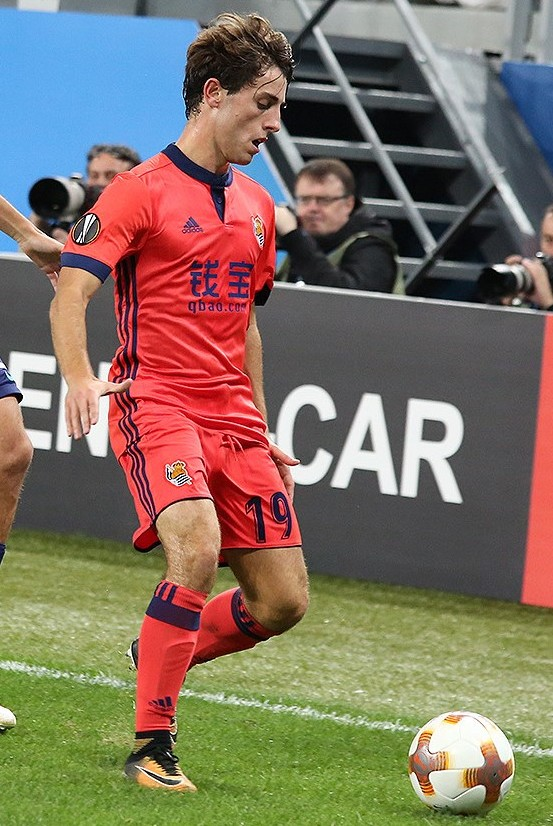
Одриосола в составе «Реал Сосьедад» в 2017 году

Одриосола — воспитанник футбольной академии клуба «Реал Сосьедад» из своего родного города. 1 сентября 2013 года дебютировал за резервную команду в матче против «Лас-Пальмас Атлетико» в Сегунде Б. В том же месяце начал выступления за юношескую команду в дебютном розыгрыше Юношеской лиги УЕФА. Со следующего сезона 2014/15 стал основным игроком дублирующей команды, за которую всего за 4 сезона провел 86 матчей в третьем испанском дивизионе, забив 3 мяча. 16 января 2017 года в матче против «Малаги» он дебютировал за основной состав в Ла Лиге. После этого до конца сезона он сыграл в 16 матчах, а со следующего сезона стал основным игроком родной команды. 15 февраля 2018 года он забил свой первый гол за взрослую команду в матче Лиги Европы против «Зальцбурга». В двух неполных сезонах за основную команду сыграл в 50 матчах.
5 июля 2018 года «Реал Мадрид» сообщил о переходе футболиста, контракт которого рассчитан на 6 лет. Сумма трансфера составила 30 млн евро и 5 млн евро в виде бонусов. 22 сентября 2018 года в матче против «Эспаньола» он дебютировал за новый клуб. В первой половине сезона 2019/20 сыграл всего пять матчей за «Реал Мадрид».
В январе 2020 года Одриосола на правах аренды присоединился к мюнхенской «Баварии», с которой выиграл Бундеслигу, Кубок Германии и Лигу чемпионов. 03.09.2020 на официальном сайте мюнхенского клуба было объявлено о том, что после завершения аренды Альваро вернётся в мадридский «Реал»
Первый мяч в Ла Лиге за Реал Одриосола забил 21 апреля 2021 года в матче против Кадиса. 
28 августа 2021 года на сезон был отдан в аренду в «Фиорентину».
17 января Одриосола забил гол в ворота Дженоа, оказавшись первым на добивании

## Международная карьера
В 2017 году в составе молодёжной сборной Испании Одриосола стал серебряным призёром молодёжного чемпионата Европы 2017 в Польше. На турнире он сыграл в матче против команд Сербии.
6 октября 2017 года в отборочном матче чемпионата мира 2018 против сборной Албании Одриосола дебютировал за сборную Испании. 3 июня 2018 года в товарищеском матче против сборной Швейцарии Альваро забил свой первый гол за национальную команду.
В 2018 году Одриосола принял участие в чемпионате мира в России. На турнире он был запасным и на поле не вышел.

### Голы за сборную Испании
| #   | Дата        | Место                                        | Противник | Счёт | Результат | Соревнование      |
| --- | ----------- | -------------------------------------------- | --------- | ---- | --------- | ----------------- |
| 01. | 3 июня 2018 | Эстадио де ла Серамика, Вильярреаль, Испания | Швейцария | 1:0  | 1:1       | Товарищеский матч |

## Достижения

### Командные достижения
«Реал Мадрид»
- Чемпион Испании: 2019/20
- Обладатель Кубка Испании: 2022/23
- Обладатель Суперкубка Испании: 2019/20
- Победитель Клубного чемпионата мира (2): 2018, 2022

«Бавария»
- Чемпион Германии: 2019/20
- Обладатель Кубка Германии: 2019/20
- Победитель Лиги чемпионов УЕФА: 2019/20

Сборная Испании (до 21 года)
- Серебряный призёр молодёжного чемпионата Европы:  2017